# Praskov'ja Aleksandrovna Rumjanceva
La contessa Praskov'ja Aleksandrovna Rumjanceva, (in russo: Прасковья Александровна Румянцева) (7 ottobre 1729 – 7 aprile 1786), è stata una nobildonna russa.

## Biografia
Era la figlia di Aleksandr Ivanovič Rumjancev, e di sua moglie, Marija Andreevna Matveeva. Era la sorella di Pëtr Aleksandrovič Rumjancev-Zadunajskij.
Divenne la dama di compagnia di Caterina subito dopo il suo arrivo in Russia nel 1744, e continuò ad esserlo anche dopo la sua ascesa al trono nel 1762, ricevendo le sue confidenze.

## Matrimonio
Sposò, il 27 maggio 1751, il conte Yakov Alexandrovich Bruce (1732-1791). Ebbero tre figli:
- figlio (1765);
- figlio (1767-12 maggio 1768);
- Ekaterina Juri'evna (1775/76-1829), sposò Vasilij Valentinovič Musin-Puskin.

Svolse un ruolo importante nello sviluppo dei rapporti tra Caterina e Grigorij Aleksandrovič Potëmkin, in particolare come messaggera, un ruolo che ricoprì fino al 1773.

## Morte
Dopo aver lasciato la corte, Praskov'ja viaggiò molto e infine visse a Mosca. Solo nel 1785, quando era malata, in viaggio per a Mosca, si incontrò con l'imperatrice, che era in viaggio per San Pietroburgo. Caterina II la prese con delicatezza, la portò in carrozza, fecero una lunga conversazione e poi le disse addio. Poco dopo, la contessa morì nell'aprile del 1786. Fu sepolta nel villaggio di Glinka. La sua tomba venne distrutta durante l'era sovietica.